# Domenico Brunenghi
Domenico Brunenghi (Finalborgo, 13 ottobre 1833 – 1910) è stato un diplomatico italiano.
È stato il primo Capo Missione italiano in Bulgaria.

## Biografia
Conseguì la laurea in Giurisprudenza nel 1855 all’Università di Genova ed entrò , in seguito a concorso, nella carriera consolare del Ministero degli Esteri del Regno di Sardegna nel novembre 1857. Nel dicembre del 1857 fu destinato a Livorno. 
Il 6 novembre 1859 fu nominato Vice Console di terza classe a Galatz. Il 5 dicembre 1860 fu inviato a Sulinae dal 1861 al 1862 fu viceconsole a Galatz e Sulina. Dal 3 dicembre 1861 al 15 maggio e dal 16 agosto al 29 dicembre 1862 diresse il consolato a Galatz. Il 20 novembre 1862 fu inviato a Bucarest come console dal 27 gennaio all'8 settembre 1863. Il 28 maggio 1863 fu inviato a Varna. 
Il 28 marzo 1864 fu inviato a Parigi e il 2 marzo 1865 fu inviato a Vallona. Dal 9 ottobre 1867 al 30 agosto 1868 diresse il consolato a Parigi. Dal 30 agosto 1868 all'8 giugno 1874 fu console al Cairo. 
Il 7 settembre 1874 fu inviato a Smirne.
Il 19 novembre 1878 fu nominato Console generale a Sofia in qualità di delegato della Commissione consolare per la Bulgaria. Il 24 marzo 1879 fu nominato console di prima classe. Il 3 luglio 1879 viene accreditato presso S.A. il principe di Bulgaria, Alessandro I di Bulgaria, in qualità di gerente l'agenzia ed il Consolato in Sofia. Fu il primo Capo missione d'Italia in Bulgaria.
Venne collocato a disposizione del Ministero l'8 febbraio 1880 e il 16 maggio 1880 fu inviato a Buenos Aires come console generale dal 29 marzo 1885 al 1 luglio 1888. Gli fu conferito il titolo onorifico di Console Generale di 1ª classe l'11 settembre 1892.
Cessò dal servizio il 1 settembre 1892
Morì nel 1910.